# Kim Sung-gan
Kim Sung-gan, južnokorejski nogometaš in trener, * 17. november 1912, Pyongyang, † 29. maj 1984.
Za japonsko reprezentanco je odigral eno uradno tekmo.